# Dirty Dancing (2017)
Dirty Dancing ist ein US-amerikanischer Fernsehfilm aus dem Jahr 2017. Er ist eine Neuverfilmung des gleichnamigen Tanzfilms von Emile Ardolino aus dem Jahr 1987. Die Hauptrollen spielen Colt Prattes und Abigail Breslin.

## Handlung
Die siebzehnjährige Frances Houseman verbringt im Sommer 1963 die Ferien mit ihren Eltern und ihrer Schwester Lisa im Ferienresort eines Freundes ihres Vaters. Dort lernt sie den Tanzlehrer Johnny Castle kennen und verliebt sich in ihn. Die beiden trainieren für einen gemeinsamen Tanzauftritt und kommen sich dabei näher. Als die Liaison der beiden bekannt wird, wird Johnny entlassen, kehrt jedoch für die Veranstaltung, auf der er mit Frances auftreten sollte, noch einmal zurück.

## Entstehungsgeschichte
Lionsgate kündigte im August 2011 eine Neuverfilmung des Kultfilms Dirty Dancing als Miniserie an. Für die Regie war Kenny Ortega, Choreograph beim ersten Film, vorgesehen. Das Projekt kam letztlich nicht zu Stande.
Ende 2015 gab schließlich der Sender ABC ein dreistündiges, als Musical konzipiertes Werk in Auftrag. Das Drehbuch von Jessica Sharzer entstand nach dem Original-Drehbuch von Eleanor Bergstein. Die Hauptrollen wurden mit Colt Prattes und Abigail Breslin besetzt. Jennifer Grey, die Hauptdarstellerin aus dem Originalfilm, wurde für einen Gastauftritt angefragt, lehnte aber ab. Die Neuverfilmung wurde am 24. Mai 2017 auf ABC erstmals ausgestrahlt. Die Erstausstrahlung im deutschsprachigen Free-TV fand am Neujahrstag 2019 auf RTL statt.

## Kritiken
Die internationalen Rezensionen zum Remake fielen weitgehend negativ aus.
Das deutsche Portal hitchecker.de wertet das neue Dirty Dancing als „hölzerne Musical-Soap“, mit Nicole Scherzinger in der Rolle der Penny als einzigem Lichtblick.
Anlässlich der Erstausstrahlung des Films in Deutschland urteilte TV Spielfilm, die Regie sei „hüftsteif“ und „die Dialoge so blöde, dass nur Fremdschäm-Freunde auf ihre Kosten kommen.“ Die Zeitschrift vergab das Prädikat Flop des Tages und äußerte die Besorgnis, „Patrick Swayze würde sich im Grab umdrehen“.